# 朱应滩
朱应滩位于南沙群岛南部，日积礁西南约9.5海里，水深约305米。1983年中国地名委员会公布的标准名称为“朱应滩”，以纪念三国时期的旅行家朱应。公元243年，交廣刺史呂岱遣朱应、康泰巡游南海諸國，并著有《扶南异物志》。西方文献一般称为“Jubilee Bank”。